# Кіка (Бурятія)
Кіка (рос. Кика) — селище Прибайкальського району, Бурятії Росії. Входить до складу Сільського поселення Нестеровського.
Населення — 508 осіб (2015 рік).